# Nānvā
Nānvā (persiska: نانوا) är en ort i Iran.   Den ligger i provinsen Khorasan, i den nordöstra delen av landet, 600 km öster om huvudstaden Teheran. Nānvā ligger 1 078 meter över havet och antalet invånare är 667.
Terrängen runt Nānvā är platt.Runt Nānvā är det ganska glesbefolkat, med 29 invånare per kvadratkilometer. Närmaste större samhälle är Neqāb, 8,3 km nordväst om Nānvā. Omgivningarna runt Nānvā är i huvudsak ett öppet busklandskap.